# Anteromorpha lata
Anteromorpha lata är en stekelart som först beskrevs av Sundholm 1970.  Anteromorpha lata ingår i släktet Anteromorpha och familjen Scelionidae. Inga underarter finns listade i Catalogue of Life.